# Metanobacterials
Els metanobacterials (Methanobacteriales) són arqueus que viuen en mitjans estrictament anaerobis i que obtenen energia mitjançant la producció de gas natural, el metà (CH₄). Gràcies a aquesta característica, aquest tipus d'organisme té una gran importància ecològica, ja que intervé en la degradació de la matèria orgànica en la naturalesa, i en el cicle del carboni.
Són un grup filogenèticament heterogeni on el factor comú que els uneix és la producció de gas metà i els seus cofactors únics.

## Història
El pare Carlo Campi va notar que al llac Maggiore apareixien bombolles provinents del fons amb estranyes propietats. Immediatament va avisar el seu amic Alessandro Volta, qui tenia interès en aquest tipus de successos.
En 1776, Volta va escriure els seus descobriments. El seu experiment consistia a remoure el fons de la riba del llac i recol·lectar les bombolles que es desprenien en una ampolla de boca molt ampla, posteriorment introduïa una vela i apreciava la formació d'una flama blava, en la boca de l'ampolla. Per tant, el gas obtingut havia de ser menys dens que l'aire i necessitava estar en contacte amb l'atmosfera per a entrar en ignició.
Volta va aconseguir, amb els seus estudis en combustible gasós, interessar a altres científics en aquest camp i amb això iniciar la fundació de l'estudi de la formació biològica del metà. No obstant això no va ser l'únic a fer aquestes observacions en els gasos produïts en certs rius i llacs. Thomas Paine i George Washington van arribar als seus mateixos resultats en el riu Creek l'any 1783, sense conèixer el treball de Volta.
El primer a identificar que el metà era format per un procés microbiològic, va ser un estudiant de Pasteur, Béchamp en 1868. Va estudiar prèviament la descomposició del sucre i va agregar part d'una mostra que va obtenir d'una llacuna, posteriorment, quan aquestes substàncies van ser agregades a un mitjà inorgànic simple i encubat en absència d'oxigen, va observar que la fermentació resultant era produïda per organismes vius als quals va nomenar Microzyma cretae. Els va descriure superficialment, però va ressaltar que aquests microorganismes podien realitzar una descomposició a partir d'alcohol etílic i carbonat de calci, produint metà, CO₂ i certs àcids. Aquesta va ser la primera demostració de la formació biològica del metà a partir de simples compostos de carboni.
Tappeiner (1882) va aconseguir provar de manera més adequada l'origen del metà a partir de microorganismes, identificant en diferents llocs (com intestins d'animals) a éssers anaerobis amb característiques similars (productors de metà) que només reaccionaven en mitjans sense tractaments específics. Posteriorment s'identificarien com els metanògens que avui coneixem.
Els experiments de Popoff, Tappeiner, i Hoppe-Seyler en la utilització de cel·lulosa per als cultius dels microorganismes recol·lectats, va demostrar que és possible la formació de metà, CO₂, hidrogen i àcids en l'interior dels intestins d'animals herbívors.
En 1936, any que va marcar el principi de l'era moderna en l'estudi de la metanogènesi, H.A Barrer, va ser el primer a reportar els seus experiments dels metanògens i va brindar les bases científiques per a l'estudi de la fisiologia de la metanogènesi. Una important aportació d'aquest científic va ser el desenvolupament d'un procés adequat per a crear un medi de cultiu apropiat per al creixement dels metanògens.
En la dècada dels cinquanta va començar l'era definitiva en l'examen de la conversió del grup metil a metà, en els laboratoris Baker. Deu anys després es va estendre exhaustivament l'estudi de la fisiologia de les cèl·lules dels metanògens i els enzims que intervenen en la metanogènesi. En els setanta l'estudi de la metanogènesi va assolir rellevants descobriment en els coenzims i condicions atmosfèriques per a l'adequada producció de metanògens. Així com identificació de les archeabacterias i amb elles la filogènia dels metanògens.

## Metanogènesi
La característica que identifica als metanògens és el seu metabolisme productor de metà (CH4). La generació d'aquest hidrocarbur no és realment l'objectiu d'aquests arqueus, en realitat la funció d'aquest procés metabòlic és l'obtenció d'energia en forma d'ATP, o de molècules destinades per a la biosíntesi. Generalment aquesta reacció es realitza a partir de diòxid de carboni (CO2) i d'hidrogen (H2), on el CO2 és un acceptor d'electrons que és reduït gràcies als electrons subministrats per l'H2. De forma simplificada, la reacció d'aquest procés, pot ser escrita de la següent manera: 
CO₂ + 4H₂ -→ CH₄ + 2H₂O